# Левите, Рива Яковлевна
Ри́ва Я́ковлевна Левите́ (1 октября 1922, Минск — 19 марта 2019, Нижний Новгород) — советский и российский театральный режиссёр и педагог. Заслуженный деятель искусств Российской Федерации (1994).

## Биография
Родилась 1 октября 1922 года в Минске в семье Якова Борисовича Левите (1879—1943) и Сары Соломоновны Левите (урождённой Нянковской, 1884—1981). Старший брат Лев Левите (1904—1976) в начале 1920-х годов эмигрировал в подмандатную Палестину.
Училась в Московском юридическом институте, после третьего курса оставила институт. В 1945 году окончила театральную студию под руководством Ю. А. Завадского при театре имени Моссовета, в 1950 году — режиссёрский факультет ГИТИСа (курс Н. В. Петрова).
В 1950—1953 годах работала в Омском театре драмы, в 1955—1958 годах в Саратовском театре драмы имени Карла Маркса. В 1959—1982 годах — режиссёр Горьковского государственного театра юного зрителя. С 1964 года преподавала в Нижегородском театральном училище имени Е. А. Евстигнеева, с 1982 года — заведующая отделением «Актёр драматического театра».
Среди воспитанников Р. Я. Левите — Александр Панкратов-Чёрный, Андрей Ильин, Наталья Бочкарёва, Ирина Мазуркевич, Екатерина Вилкова, Елена Суродейкина, Анастасия Заволокина, Андрей Шарков.
Лауреат премий К. С. Станиславского (1995), имени Н. И. Собольщикова-Самарина (2000), имени М. И. Царёва (2006), Почётный гражданин Нижегородской области (2017).
Скончалась 19 марта 2019 года в Нижнем Новгороде на 97-м году жизни. Похоронена на Бугровском кладбище Нижнего Новгорода рядом с мужем.

## Семья
- Муж (с 1951 года) — актёр Вацлав Янович Дворжецкий[3].
  - Сын — актёр Евгений Вацлавович Дворжецкий.

Р. Я. Левите воспитывала также детей своего мужа — Владислава и Татьяну, которая переехала к семье Дворжецких из Кишинёва в пятнадцатилетнем возрасте после смерти своей матери.